# Liste de troupes collaborationnistes turques, caucasiennes et cosaques avec l'Axe
 (octobre 2023).

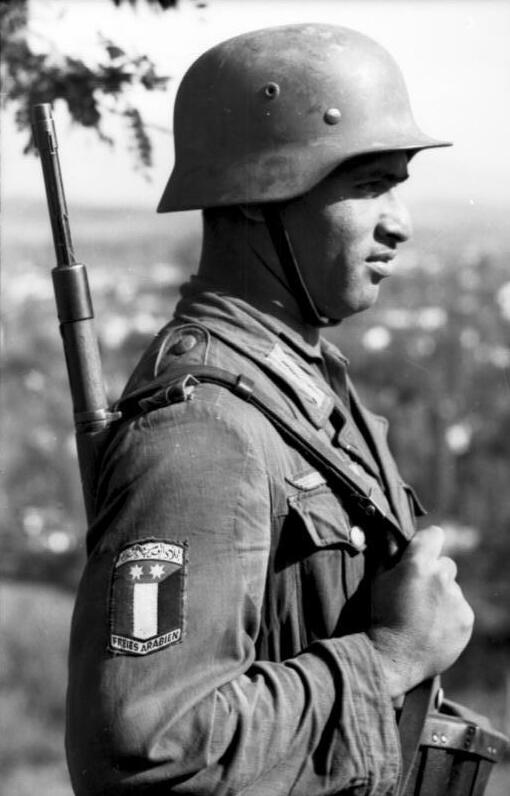
Soldat de la légion des volontaires arabes en Grèce, septembre 1943.

Cette liste dresse les troupes collaborationnistes arméniennes, caucasiennes et cosaques qui, par anti-stalinisme, antisémitisme ou opportunisme, ont collaboré militairement avec l’Axe Rome-Berlin-Tokyo pendant la Seconde Guerre mondiale. 

## Volontaires arabes
- Deutsch-Arabische Lehr Abteilung[1] (volontaires arabes)
- Deutsch-Arabisches Bataillon Nr. 845 (volontaires arabes)
- Osttürkischer Waffen-Verband der SS ou 1. Ostmuselmanisches SS-Regiment (volontaires arabes, turcs et moyen-orientaux)
- Freiwilligen-Stamm-Regiment 1 (volontaires turcs)

## Volontaires d'Azerbaïdjan, de Géorgie et d'Arménie
- Légion arménienne (volontaires arméniens)
- 30. Waffen-Grenadier-Division der SS (russische Nr. 2) (volontaires arméniens et tatars)
- Azerbajdjanische Legion or Kaukasisch-Mohammedanische Legion (volontaires azerbaïdjanais)
- Sonderverband Bergmann (volontaires arméniens, géorgiens et azerbaïdjanais)
- Georgische Legion (volontaires géorgiens mais incluant d'autres ethnies régionales)
- Freiwilligen-Stamm-Regiment 1 (volontaires géorgiens)
- Freiwilligen-Stamm-Regiment 2 (volontaires géorgiens et azerbaïdjanais)
- SS-Waffengruppe Georgien (volontaires géorgiens)
- SS-Waffengruppe Aserbeidschan (volontaires azéris)
- SS-Waffengruppe Armenien (volontaires arméniens)
- Waffen-Gruppe Aserbaijan (volontaires azéris)
- I. Sonderverband Bergmann Battalion (volontaires géorgiens)
- II. Sonderverband Bergmann  Battalion (volontaires azerbaïdjanais)

## Volontaires nord-caucasiens
- Kaukasischer-Waffen-Verband der SS ou Freiwilligen Brigade Nordkaukasien
- Nordkaukasische Legion
- Freiwilligen-Stamm-Regiment 1
- SS-Waffengruppe Nordkaukasus

## Volontaires d'Asie centrale
- 16 (Turkistan) Infanterie-Division (volontaires du Turkestan)
- Muselmanischen SS-Division Neu-Turkistan (volontaires du Turkestan)
- Turkestanische Legion (volontaires ouzbeks, kazakhs, turkmènes, daghestanis et tchétchènes).
- Böhler-Brigade (volontaires du Turkestan)
- 1. Turkestanisches-Arbeits-Battalion (volontaires du Turkestan)
- 2. Turkestanisches-Arbeits-Battalion (volontaires du Turkestan)
- 3. Turkestanisches-Arbeits-Battalion (volontaires du Turkestan)
- Turkestanisches-Arbeits-Ersatz-Battalion (volontaires du Turkestan)
- Waffen-Gruppe Turkistan (volontaires d'Asie centrale)

## Volontaires deKalmoukie
- Kalmüken Verband Dr Doll
- Abwehrtrupp 103
- Kalmücken-Legion or Kalmücken-Kavallerie-Korps

## Volontaires tatars
- SS-Waffengruppe Idel-Ural (volontaires turcs de l'Oural et de la Volga)
- Waffen-Gebirgs-Brigade der SS (Tatar Nr. 1) (volontaires tatars)
- 30. Waffen-Grenadier-Division der SS (russische Nr. 2) (volontaires arméniens et tatars)
- Wolgatatarische Legion (volontaires tatares de Crimée et d'autres ethnies régionales)
- Tataren-Gebirgsjäger-Regiment der SS (volontaires tatars de Crimée)
- Waffen-Gruppe Krim (volontaires tatars de Crimée)
- Schutzmannschaft Battalion (volontaires tatars de Crimée)

## Volontaires cosaques
- 1. Kosaken-Kavallerie-Division (volontaires cosaques de Kherson, à partir de février 1945 XV. Kosaken-Kavallerie-Korps)
- Kosaken-Reiter-Brigade Kaukasus II (volontaires cosaques du Caucase)
- Kuban-Kosaken-Reiter-Regiment 3 (volontaires cosaques du Kouban)
- Don-Kosaken-Reiter-Regiment 5 (volontaires cosaques du Don)
- Terek-Kosaken-Reiter-Regiment 6 (volontaires cosaques du Terek)
- Kosaken-Artillerie-Regiment 2 (volontaires cosaques du Caucase)
- Sibirisches Kosaken-Reiter-Regiment 2 (volontaires cosaques de Sibérie)
- XV. Kosaken-Kavallerie-Korps (volontaires cosaques de Kotelnikovo)
- Freiwilligen-Stamm-Regiment 5 (volontaires cosaques)

## Unités volontaires mixtes du Caucase
- Freiwilligen-Stamm-Division (volontaires géorgiens, turcs, nord-caucasiens, arméniens et azerbaïdjanais)

## Volontaires mixtes du Caucase, de l'Asie centrale, de Crimée et de l'Oural
- Waffen-Gruppe Turkistan
- Waffen-Gruppe Idel-Ural
- Waffen-Gruppe Azerbaijan
- Waffen-Gruppe Krim

## Journaux de propagande entre les unités caucasiennes et cosaques
Armenien-Armenia-Arménie
- Hajastan - Armenische Legion
- Asat Hajastan (Freies Armenien) Armenian National committee

Aserbaidschan (Azerbaïdjan)
- Azerbajçan - Aserbaidschanische Legionäre

Kalmyken (Kalmoukie)
- Kalmyckij Boec (Der kalmykische Kämpfer)-Kalmykisches Kavallerie-Korps

Kosaken (nation cosaque)
- Kosaken-Illustrierte (trilingue) - 1.Kosaken-Kavalleriedivision
- La terra dei cosacchi (Das Land der Kosaken) - unités cosaques en Italie supérieure

Krimtürken (Turcs de Crimée)
- Kirim (Krim) - hebdomadaire pour les volontaires turcs de Crimée, Berlin, 1944-1945

Tataren (nation tatare)
- Deutsch-tatarisches Nachrichtenblatt (bilingue) - Wolgatatarische Legion, mensuel, Berlin, 1944-1945

Turkestaner (nation d'Asie centrale)
- Yeni Türkistan (Neues Turkestan) - Turkestanische Legionäre
- Svoboda (Die Freiheit) - 162e division d'infanterie
- Türk Birligi (Türkische Einheit) - Osttürkischer Waffen-Verband der SS, mensuel, Berlin, 1944-1945

## Chefs militaires allemands liés à des unités d'Asie centrale, du Caucase et des Cosaque
Ces chefs militaires allemands reçoivent également des honneurs, comme Helmuth von Pannwitz qui est promu « Ataman ».
- Generalleutnant Helmuth von Pannwitz
- Oberst Hans-Joachim von Schultz
- Oberstleutnant Günther von Steinsdorff
- Oberst Hans-Gert von Baath
- Oberst Freiherr von Nolcken
- Oberst Konstantin Wagner
- Sonderführer Othmar Rudolf Wyrba a.k.a « Dr Doll » (spécialiste allemand des langues tibétaines et mongoles ; chef d'unités kalmouks)
- Oberstleutnant Pipgorra
- Oberst Raimund Hoerst
- SS-Obersturmbannführer Andreas Meyer-Mader
- SS-Hauptsturmführer Billig
- SS-Hauptsturmführer Hermann
- SS-Sturmbannführer der Reserve Franz Liebermann
- SS-Hauptsturmführer Reiner Olzscha
- SS-Hauptsturmführer Fürst
- SS-Standartenführer Harun el Raschid-bey (pour les légions d'Asie centrale ; était un Allemand converti à l'islam et qui était conseiller d'Enver Pasha)
- Generalmajor Prof. Dr Oskar Ritter von Niedermayer
- Generalleutnant Ralph von Heygendorff

## Représentant allemand duministère du Reich aux Territoires occupés de l'Est
- Otto Bräutigam

## Chefs politiques d'Asie centrale, du Caucase et des Cosaques
- général cosaque Ataman Piotr Krasnov
- général cosaque Ataman Andreï Chkouro
- général cosaque Ataman Vassili Glazkov
- prince Kalmouk Toundotov

## Organisations d'Asie centrale, du Caucase et des Cosaques
- Office central cosaque
- Comité national Karachai

## Sources
- (en) Cet article est partiellement ou en totalité issu de l’article de Wikipédia en anglais intitulé « Turkic, Caucasian, Cossack, and Crimean collaborationism with the Axis powers » (voir la liste des auteurs).

1. ↑  (en) Gordon Williamson, Afrikakorps 1941–43, Bloomsbury Publishing, 20 juin 2012 (ISBN 978-1-78200-028-0, lire en ligne), p. 28